# Markus Wallner
Markus Wallner, né le 20 juillet 1967 à Bludenz, est un homme politique autrichien, membre du Parti populaire autrichien (ÖVP).
Il est Landeshauptmann de Vorarlberg depuis le 7 décembre 2011.

## Biographie
À la suite de la démission du gouverneur de Vorarlberg, Herbert Sausgruber, le Landtag élit Markus Wallner comme son successeur le 7 décembre 2011. Il est reconduit dans ses fonctions après les élections de 2014, cette fois-ci à la tête d'une coalition de l'ÖVP avec Les Verts - L'Alternative verte, puis de nouveau lors des élections de 2019. Enfin, après les élections de 2024, qui voient le FPÖ doubler son score, Wallner est maintenu dans ses fonctions et forme une nouvelle coalition avec ce parti.